# Ризнич, Пётр Иванович
Пётр Иванович Ризнич, псевдоним Петро Ризнич Дядя, (28 апреля 1890 года, Брацлав, Российская империя — 12 февраля 1966 года, Врбас, Воеводина, Югославия) — югославский сербский актёр, режиссёр, педагог и культурно-общественный деятель-русофил украинского происхождения, внесший вклад в культуру воеводинских русинов.

## Биография
Родился в Брацлаве (ныне Немировский район, Винницкая область). Ещё во время обучения в гимназии в г. Бучач начал интересоваться театром. Принимал участие в деятельности украинского общества «Просвита».
После революции, к которой отнёсся негативно, бежал в занятый белыми Крым и оттуда эмигрировал в Югославию. Поселился в Дубровнике.
По словам его отца, их род происходил из Дубровника, однако там Ризнич не смог найти родственников или однофамильцев, и в конце концов оказался в городе Врбас, где проживала крупная община руснаков, чьи предки начали переселяться на сербские земли из Закарпатья в XVIII-XIX вв. Во Врбасе окончил 6-месячные курсы живописи. Устроился на должность учителя русского языка, живописи и ручной работы, а в свободное время занимался любительскими театральными постановками вместе с учениками гимназии в Руски-Крстуре. Там же получил известность в общине под псевдонимом «Дядя». Позднее окончил юридический факультет в Суботице.
Во Врбасе познакомился с учительницей той же школы по имени Цецилия Шанта, дочкой местного состоятельного крестьянина-русофила. Несмотря на бедность Ризнича, тот произвёл впечатление на будущего свекра тем, что продвигал русскую культуру и в то же время быстро освоился с местными обычаями и бачванским диалектом. В семье родились дочь Надежда и сын Павле.
Когда в 1945 году в г. Руски-Крстур была основана «Руска матка», Ризнич возглавил в этой культурной ассоциации секцию любительского театра, занимался обучением будущих режиссёров и актёров. В Куцуре, Руски-Крстуре и Врбасе вместе с добровольцами из местной русинской общины поставил на сцене 51 пьесу. Кроме того, также поставил на сербском языке в Врбасе и Куле немало пьес. Воспитал ряд актёров. Ушёл на пенсию с педагогической работы в 1958 году.
Скончался 12 февраля 1966 года. Похоронен на кладбище г. Врбас.

## Культурная деятельность
За 37 лет своей деятельности в Югославии Петро Ризнич Дядя осуществил 226 театральных постановок и обучил 1175 актёров, танцовщиков (танцовщиц) и певцов (певиц). В различных русинских общинах выступал не только как режиссёр, но и как хорист и руководитель фольклорных секций. Для своих постановок сам разрабатывал сценографию, декорации, маски, часто и сам был актёром, писав и адаптировал драматические тексты.
Кроме театра для взрослых, также основал в Руски-Крстуре кукольный театр для детей.
До последних дней своей жизни был на сцене, и в больницу его увезли с репетиции постановки пьесы М. Горького «На дне» в Руском-Крстуре, а на следующий день, 12 февраля 1966 года, там же умер.

## Посмертная память
В его память, начиная с 1969 года, в городе Руски-Крстур ежегодно проходит театральный фестиваль «Драмски мемориял Петро Ризнич Дядя». Его имя носит некогда любительский, а ныне профессиональный «Руски народни театер Петро Ризнич Дядя» в г Руски-Крстур.